# British Comedy Awards 2005
La XVI edizione dei British Comedy Awards si tenne nel 2005 e venne presentata da Jonathan Ross.

## Vincitori
- Miglior commedia televisiva esordiente - The Thick of It
- Miglior commedia televisiva - Little Britain
- Miglior commedia cinematografica - Festival
- Miglior commedia drammatica - Shameless
- Miglior programma di intrattenimento - The X Factor
- Miglior serie comica internazionale - I Simpson
- Miglior attore in una commedia televisiva - Chris Langham
- Miglior attrice in una commedia televisiva - Ashley Jensen
- Miglior debutto in una commedia televisiva - Ashley Jensen
- Miglior personalità di intrattenimento comico - Paul O'Grady
- Premio scelta del pubblico - The Catherine Tate Show
- Premio Ronnie Barker per lo scrittore dell'anno - Matt Lucas e David Walliams
- Premi alla carriera - Julie Walters e Victoria Wood